# Westbrook (Minnesota)
Westbrook és una població dels Estats Units a l'estat de Minnesota. Segons el cens del 2000 tenia 755 habitants.

## Demografia
Segons el cens del 2000, Westbrook tenia 755 habitants, 367 habitatges, i 209 famílies. La densitat de població era de 378,6 habitants per km².
Per edats la població es repartia de la següent manera: un 20,5% tenia menys de 18 anys, un 4,4% entre 18 i 24, un 17,7% entre 25 i 44, un 21,9% de 45 a 60 i un 35,5% 65 anys o més.
L'edat mediana era de 52 anys. Per cada 100 dones de 18 o més anys hi havia 74,4 homes.
La renda mediana per habitatge era de 24.063 $ i la renda mediana per família de 33.472 $. Els homes tenien una renda mediana de 27.188 $ mentre que les dones 18.056 $. La renda per capita de la població era de 15.919 $. Entorn del 8,5% de les famílies i el 13,5% de la població estaven per davall del llindar de pobresa.

## Poblacions més properes
El següent diagrama mostra les poblacions més properes.